# Butenolid
Butenolidi su klasa laktona sa heterocikličnim prstenovima sa četiri ugljenika. Oni se ponekad smatraju oksidovanim derivatima furana. Najjednostavniji butenolid je 2-furanon, koji je zajednička komponenta većih prirodnih proizvoda i često se naziva jednostavno "butenolid".
Jedan od biohemijski važnih butenolida je askorbinska kiselina (vitamin C). Derivate butenolida poznate kao karikini proizvode neke biljke pri izlaganju visokim temperaturama usled šumskog požara. Specifično, utvrđeno je da 3-metil-2H-furo[2,3-c]piran-2-on podstiče klijanje semena kod biljki čija reprodukcija je zavisna od vatre.